# No Strings Attached (album)
Pour l’article homonyme, voir No Strings Attached.
Albums de *NSYNC
*NSYNC
(1997) Celebrity
(2001)
Singles
1. Bye Bye Bye
Sortie : 11 janvier 2000
2. It's Gonna Be Me
Sortie : 13 juin 2000
3. I'll Never Stop
Sortie : 26 juin 2000 (sauf aux États-Unis)
4. This I Promise You
Sortie : 25 novembre 2000

No Strings Attached est le deuxième album studio du boys band américain *NSYNC, sorti (aux États-Unis) le 21 mars 2000.
Au Royaume-Uni, l'album a débuté à la 14e place du hit-parade des singles (pour la semaine du 26 mars au 1er avril 2000).
Aux États-Unis, il a débuté à la 1re place du Billboard 200 (pour la semaine du 8 avril 2000). L'album a passé huit semaines au numéro un.
Il est certifié onze fois disque de platine aux États-Unis pour 11 000 000 d'exemplaires vendus, et sept fois disque de platine au Canada pour 700 000 ventes,.

## Liste des pistes
| 1.  | Bye Bye Bye                                                    |  | - Lundin - Jake             | 3:19 |
| 2.  | It's Gonna Be Me                                               |  | Rami                        | 3:11 |
| 3.  | Space Cowboy (Yippie-Yi-Yay) (featuring Lisa "Left Eye" Lopes) |  | - Riprock 'n' Alex G - JC   | 4:21 |
| 4.  | Just Got Paid                                                  |  | Riley                       | 4:08 |
| 5.  | It Makes Me Ill                                                |  | - She'kspere                | 3:26 |
| 6.  | This I Promise You                                             |  | Marx                        | 4:43 |
| 7.  | No Strings Attached                                            |  | - Riprock 'n' Alex G - JC   | 3:50 |
| 8.  | Digital Get Down                                               |  | - Renn - Riprock 'n' Alex G | 4:23 |
| 9.  | Bringin' da Noise                                              |  | - Renn - Riprock 'n' Alex G | 3:30 |
| 10. | That's When I'll Stop Loving You                               |  | Guy Roche                   | 4:50 |
| 11. | I'll Be Good for You                                           |  | - Timberlake - Antunes      | 3:56 |
| 12. | I Thought She Knew                                             |  | Wiley                       | 3:20 |

| 1.  | Bye Bye Bye                                                    |  | - Lundin - Jake             | 3:19 |
| 2.  | It's Gonna Be Me                                               |  | Rami                        | 3:11 |
| 3.  | Space Cowboy (Yippie-Yi-Yay) (featuring Lisa "Left Eye" Lopes) |  | - Riprock 'n' Alex G - JC   | 4:21 |
| 4.  | Just Got Paid                                                  |  | Riley                       | 4:08 |
| 5.  | It Makes Me Ill                                                |  | - She'kspere                | 3:26 |
| 6.  | This I Promise You                                             |  | Marx                        | 4:43 |
| 7.  | No Strings Attached                                            |  | - Riprock 'n' Alex G - JC   | 3:50 |
| 8.  | Digital Get Down                                               |  | - Renn - Riprock 'n' Alex G | 4:23 |
| 9.  | I'll Never Stop                                                |  | Lundin                      | 3:26 |
| 10. | Bringin' da Noise                                              |  | - Renn - Riprock 'n' Alex G | 3:30 |
| 11. | That's When I'll Stop Loving You                               |  | Guy Roche                   | 4:50 |
| 12. | I'll Be Good for You                                           |  | - Timberlake - Antunes      | 3:56 |
| 13. | If I'm Not the One                                             |  | - Gary Carolla - Peter Ries | 3:21 |
| 14. | I Thought She Knew                                             |  | Wiley                       | 3:20 |

| 15. | Could It Be You              |  | Renn | 3:41 |
| 16. | This Is Where the Party's At |  | Renn | 3:39 |

| 13. | I'll Never Stop                    |  | Lundin          | 3:26 |
| 14. | If Only in Heaven's Eyes           |  | Edmonds         | 4:37 |
| 15. | Bye Bye Bye (Teddy Riley Club Mix) |  | - Lundin - Jake | 5:30 |

| 13. | I'll Never Stop          |  | Lundin  | 3:26 |
| 14. | If Only in Heaven's Eyes |  | Edmonds | 4:37 |
| 15. | Could It Be You          |  | Renn    | 3:41 |

| 13. | I'll Never Stop    |  | Lundin           | 3:26 |
| 14. | If I'm Not the One |  | - Carolla - Ries | 3:21 |
| 15. | Yo Te Voy Amar     |  | Marx             | 4:48 |